# 皮拉京
50°19′4″N 24°43′19″E / 50.31778°N 24.72194°E
皮拉京（烏克蘭語：Пиратин），是烏克蘭西部的村莊，隸屬利維夫州的舍普季茨基區。該村始建於1479年，面積1.85平方公里，海拔高度212米，2001年人口730，人口密度每平方公里394.59人。